# Katarzyna Visconti

Herb rodziny Viscontich

Katarzyna Visconti (ur. 1360/1362 w Mediolanie, zm. 17 października 1404 w Monzy) – córka jednego z seniorów Mediolanu, Bernabò Viscontiego i Beatrice Reginy della Scala. Była żoną księcia Mediolanu Gian Galeazzo Viscontiego, matką książąt Giovanniego Marii i Filipa Marii.

## Życiorys
Istnieją trudności z ustaleniem jej dokładnej daty urodzenia. Wskazuje się rok 1360, ale nawet 1362. Pierwsze ustalenia dotyczące jej planowanego przyszłego małżeństwa z Ryszardem II, królem Anglii, pochodzą z  1378. W rok później jednak jej ojciec wycofał się z umów i małżeństwo to nie doszło do skutku, a 15 listopada 1380 wydał ją za swego bratanka Gian Galeazzo. Ślub odbył się w Mediolanie, w kościele San Giovanni in Conca. Tego samego dnia zmarł syn Gian Galeazzo z pierwszego małżeństwa, Azzone. Dwór w Pawii prosił więc o przełożenie ślubu, ale ojciec panny młodej się nie zgodził i uroczystość odbyła się mimo żałoby, którą przeżywał Gian Galeazzo. Jako podarunek ślubny mąż podarował Katarzynie zamek w Monzy, który wcześniej należał do Bianki Sabaudzkiej, jego matki. Wraz z zamkiem ofiarował on żonie tytuł Pani Vicenzy.
6 maja 1385, w celu przejęcia pełnej władzy w Mediolanie, Gian Galeazzo aresztował w zamku Trezzo swego teścia i dwóch jego synów, Ludovico i Rodolfo, którzy następnie zmarli w więzieniu, wszystkim zaś pozostającym przy życiu kuzynom odebrał wszelką władzę i prawa do niej na terenie całego państwa. Wobec władców innych państw włoskich usprawiedliwiał swój czyn rzekomym zamachem przygotowywanym na niego przez stryja-teścia. Katarzyna nie zaprotestowała przeciwko działaniom męża.
Gian Galeazzo i Katarzyna nie mogli się doczekać upragnionego potomstwa, gdyż Katarzyna kilkakrotnie  poroniła. Małżonkowie ślubowali, że narodzone dzieci poświęcą Matce Bożej, dając każdemu synowi na drugie imię Maria. W 1388 Katarzyna urodziła syna, któremu nadano imiona Giovanni Maria. W 1390 poroniła po raz kolejny, ale przed spodziewanym drugim porodem uczyniła ślub, że jeżeli przeżyje poród, ufunduje klasztor dla zakonu kartuzów. Wkrótce zostały rozpoczęte prace przy budowie klasztoru w Certosa di Pavia.
11 maja 1395 Gian Galeazzo uzyskał od Wacława IV Luksemburskiego tytuł księcia Mediolanu, a Katarzyna została księżną. 3 września 1402 Gian Galeazzo umarł, a Katarzyna została opiekunką wszystkich jego dzieci. Nie miała jednak wpływu na władzę. Tytularnie była regentką, ale władzę, aż do pełnoletniości synów, sprawowała rada. Sytuacja ta sprzyjała intrygom. Grupa możnych sprzeciwiła się dotychczasowym rządom i wokół Giovanniego Marii utworzyła nową radę z myślą o przejęciu władzy. Korzystając z pomocy Pandolfo Malatesty, Jacopo dal Verme i Facino Cane 6 stycznia 1404 Katarzyna zdołała aresztować członków nowej rady i niektórych z nich kazała ściąć. Sytuacja, na rozwój której mała również wpływ walka między gwelfami a gibelinami, na tyle się zagmatwała, że Katarzynę opuścili wszyscy. Jej losem interesował się tylko młody Filip Maria. Wkrótce została aresztowana (18 sierpnia 1404) przez Francesco Viscontiego i zamknięta w zamku w Monzy. Zmarła 17 października tego samego roku na skutek otrucia, albo na dżumę.